# Scalmicauda decorata
Scalmicauda decorata är en fjärilsart som beskrevs av Sergius G. Kiriakoff 1962. Scalmicauda decorata ingår i släktet Scalmicauda och familjen tandspinnare. Inga underarter finns listade.